# Anacamptomyia rufescens
Anacamptomyia rufescens är en tvåvingeart som först beskrevs av Villeneuve 1910.  Anacamptomyia rufescens ingår i släktet Anacamptomyia och familjen parasitflugor. Inga underarter finns listade i Catalogue of Life.